# Rectoratul Universității Brașov
Clădirea Rectoratului Universității Brașov a fost construită între anii 1881-1885 în stil stil neorenascentist, cu picturi Sgraffito, după proiectul arhitectului Peter Bartesch. Aflată la intersecția Bulevardului Ferdinand (azi Bulevardul Eroilor) cu Strada Vămii (azi strada Mureșenilor), pe locul fostei Porți a Vămii de la intrarea în Cetate dinspre Brașovechi, clădirea a fost inițial Palatul Oficiului de Pensii și sediul Prefecturii.

## Istoric
Poarta Vămii cea veche includea un bastion de formă cilindrică profilat în afara zidurilor cetații și era prevăzută cu un pod mobil cu lanțuri. Afectată puternic în urma cutremurului din 1738, poarta a fost demolată în anul 1836, iar în 1838 a fost construită o nouă poartă cu dimensiuni mai reduse față de poarta veche, asemănătoare cu Poarta Șchei. În anul 1891, când au fost puse șinele pentru tramvaiul cu aburi, poarta Vămii a fost dărâmată pentru că locomotiva cu aburi nu putea trece pe sub ea.

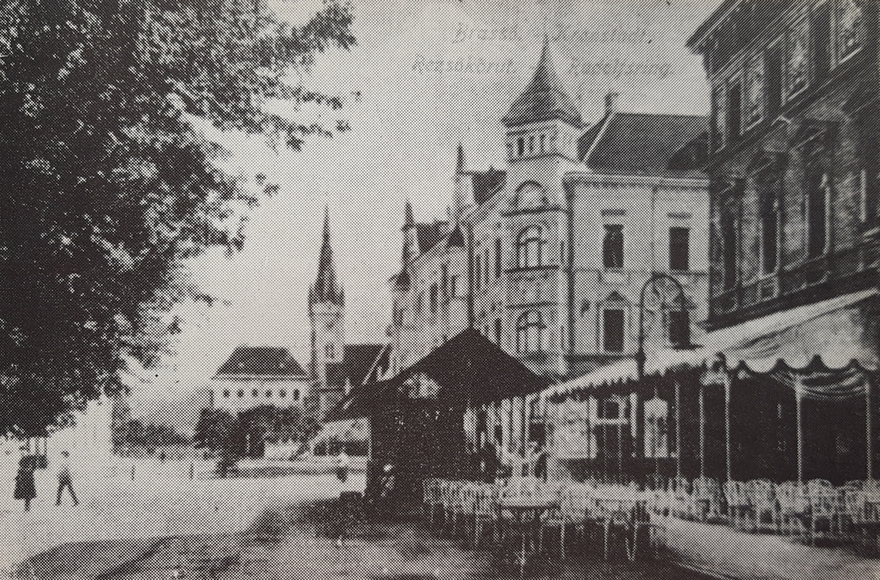
Palatul Pensiilor cu terasa Transilvania (cca 1910)

Pe locul rămas liber după demolarea porții Vămii și a fortificațiilor medievale ale Cetății de pe latura de nord-est, au fost construite două clădiri impunătoare: Palatul Oficiului de Pensii, de o parte a străzii Vămii, pe terenul fostului Țarc al Blănarilor și Palatul Soarelui, pe cealată parte a străzii.
Palatul Oficiului de Pensii, cunoscut și sub numele de Palatul Pensiilor, a fost proiectat și construit de arhitectul Peter Bartesch în stil neorenascentist. Clădirea, cu fațadele registrului superior decorate cu figuri alegorice în tehnica „Sgrafitto” de pictorița Lotte Goldschmidt, a fost inaugurată în anul 1885.
La parterul clădirii se găsea restaurantul și terasa „Transilvaniaˮ, un local celebru în epocă, iar la etajul I, alături de birourile oficiului pensionarilor, se afla un cazinou.
Tot aici a funcționat și Oficiul Poștei și Telegrafului până în anul 1903, când s-a construit noua clădire a Poștei (Palatul Poștelor), precum și Administrația Comitatului Brașov.
Palatul Oficiului de Pensii a fost prima clădire din Brașov racordată la rețeaua publică de apă potabilă proaspăt construită după proiectul inginerului șef al orașului, Christian Kertsch, astfel că, după finalizarea construcției apeductului de sub Tâmpa în 1893, edificiul a început să primescă apă din noua rețea.
În perioada interbelică, la etajele I și II a funcționat Prefectura Județului Brașov, în acest imobil fiind amenajată și locuința prefectului.
După Al Doilea Război Mondial și venirea comuniștilor la putere, în clădirea Rectoratului a funcționat Sfatul Popular al Regiunii Brașov.
Din anul 1968 imobilul a fost dat în administrarea Universității din Brașov.
Clădirea, declarată monument istoric de importanță națională (cod LMI BV-II-m-A-11402), a fost restaurată între anii 2018-2019.

## Galerie imagini

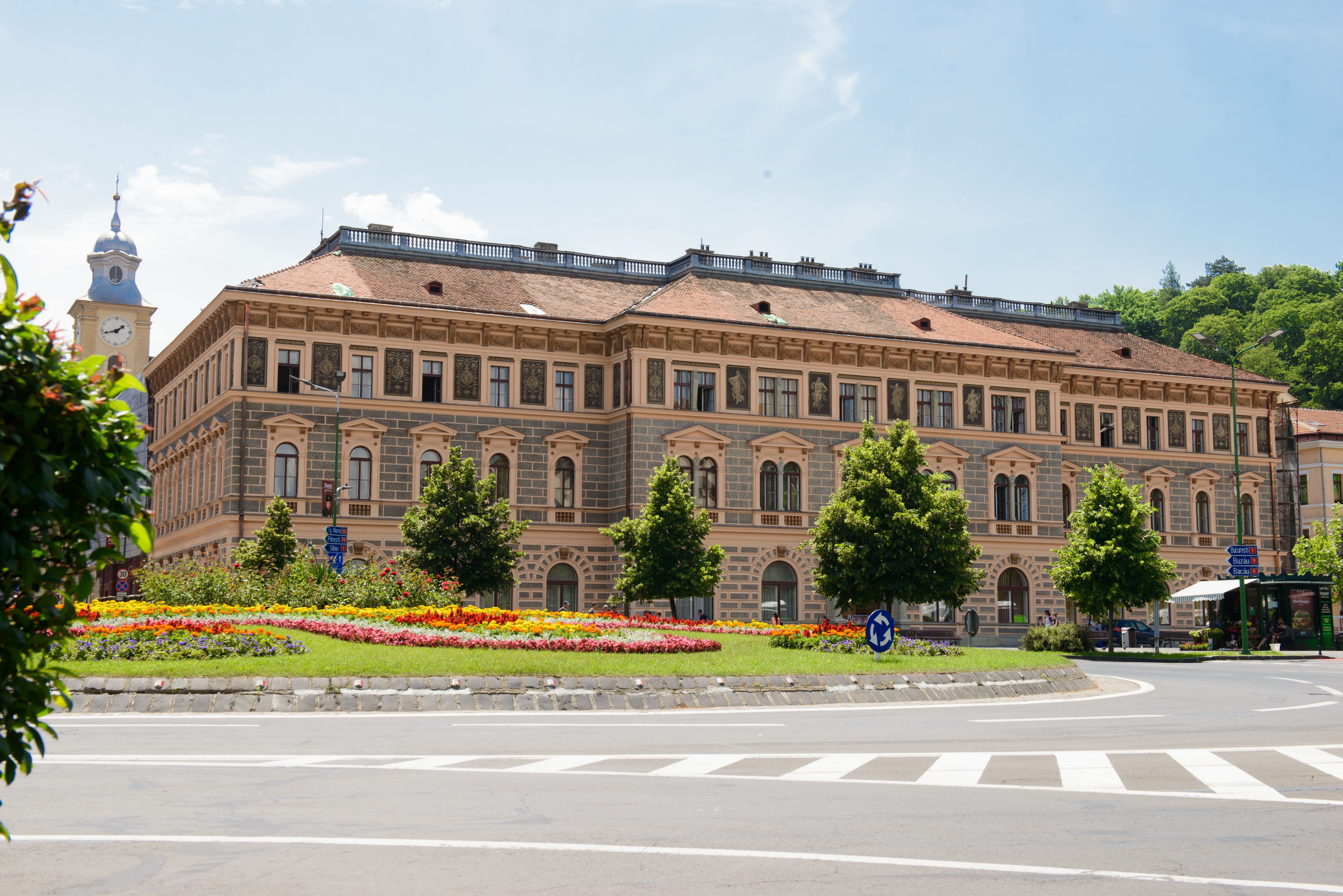
Rectoratul Universității Brașov
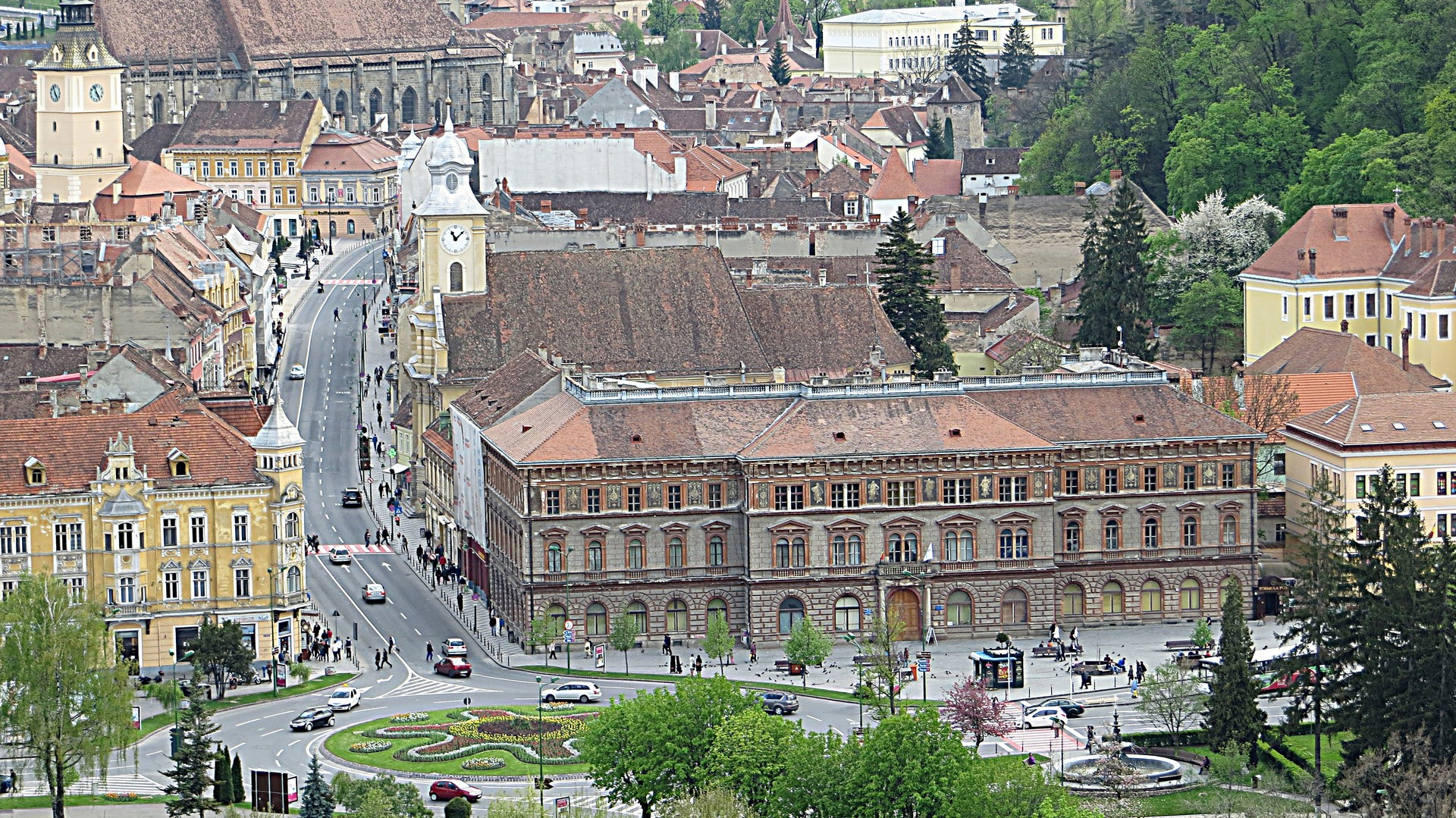
Strada Mureșenilor - vedere aeriană
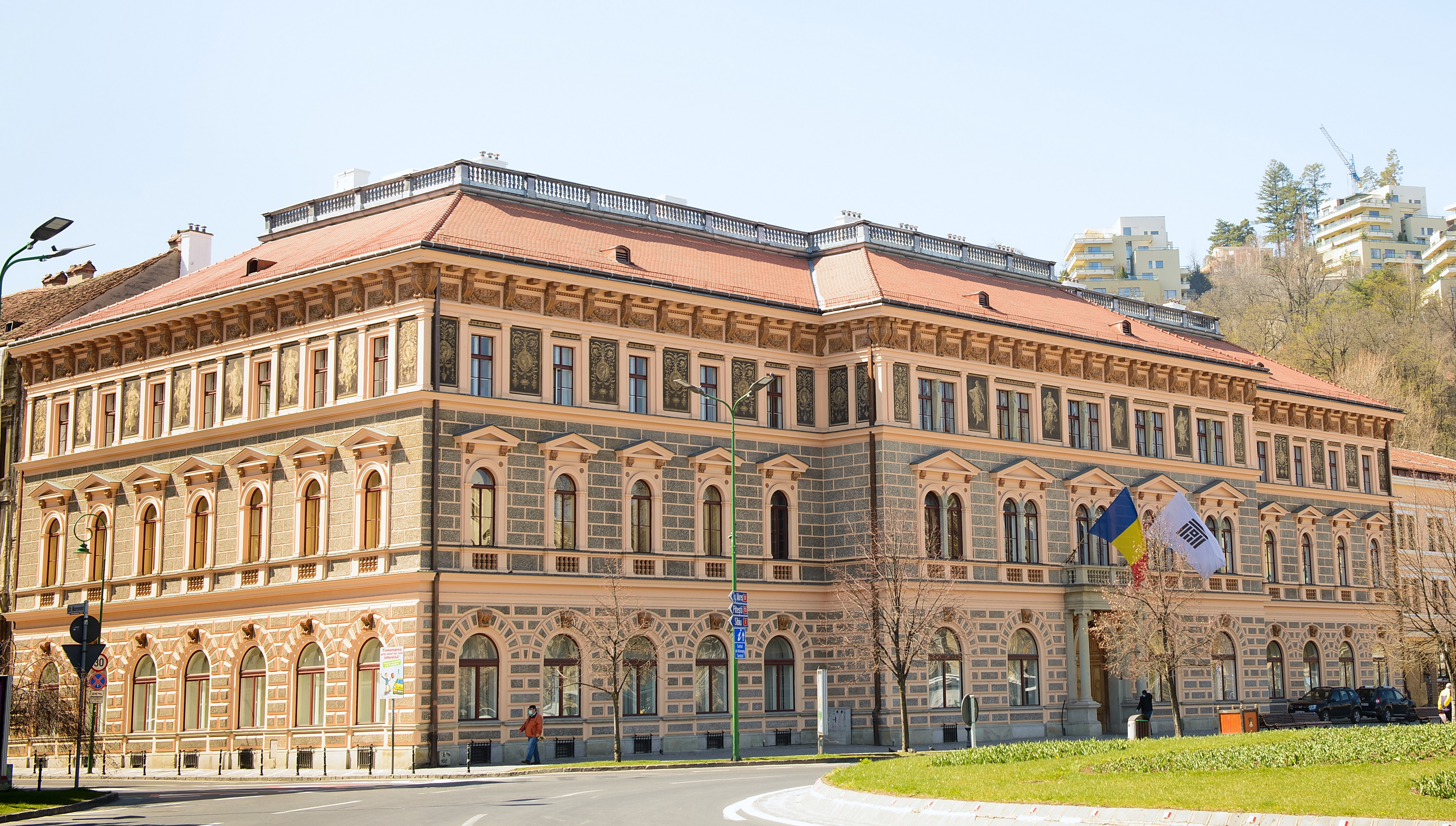
Rectoratul Universității Brașov
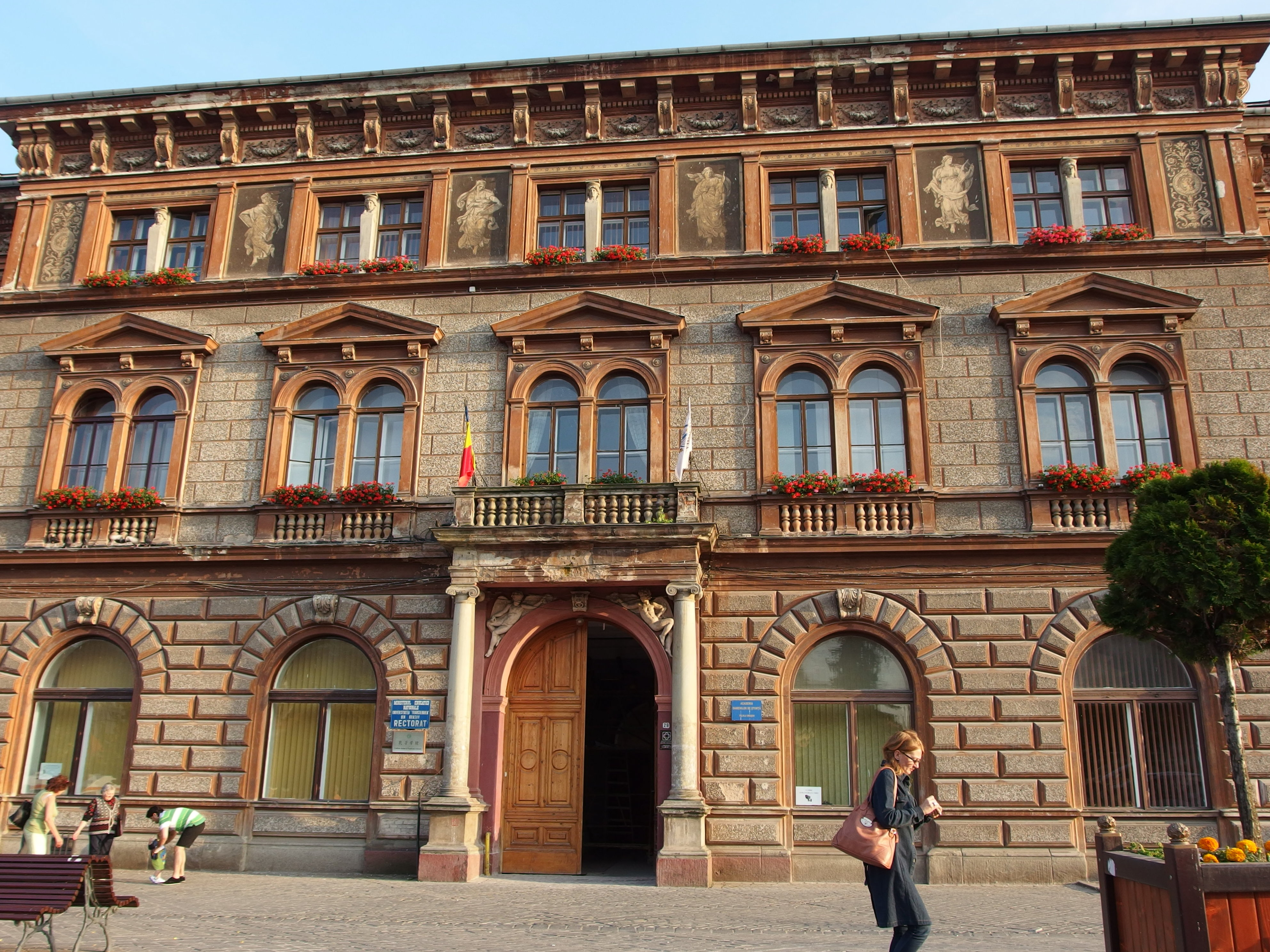
Rectoratul Universității - Intrarea principală
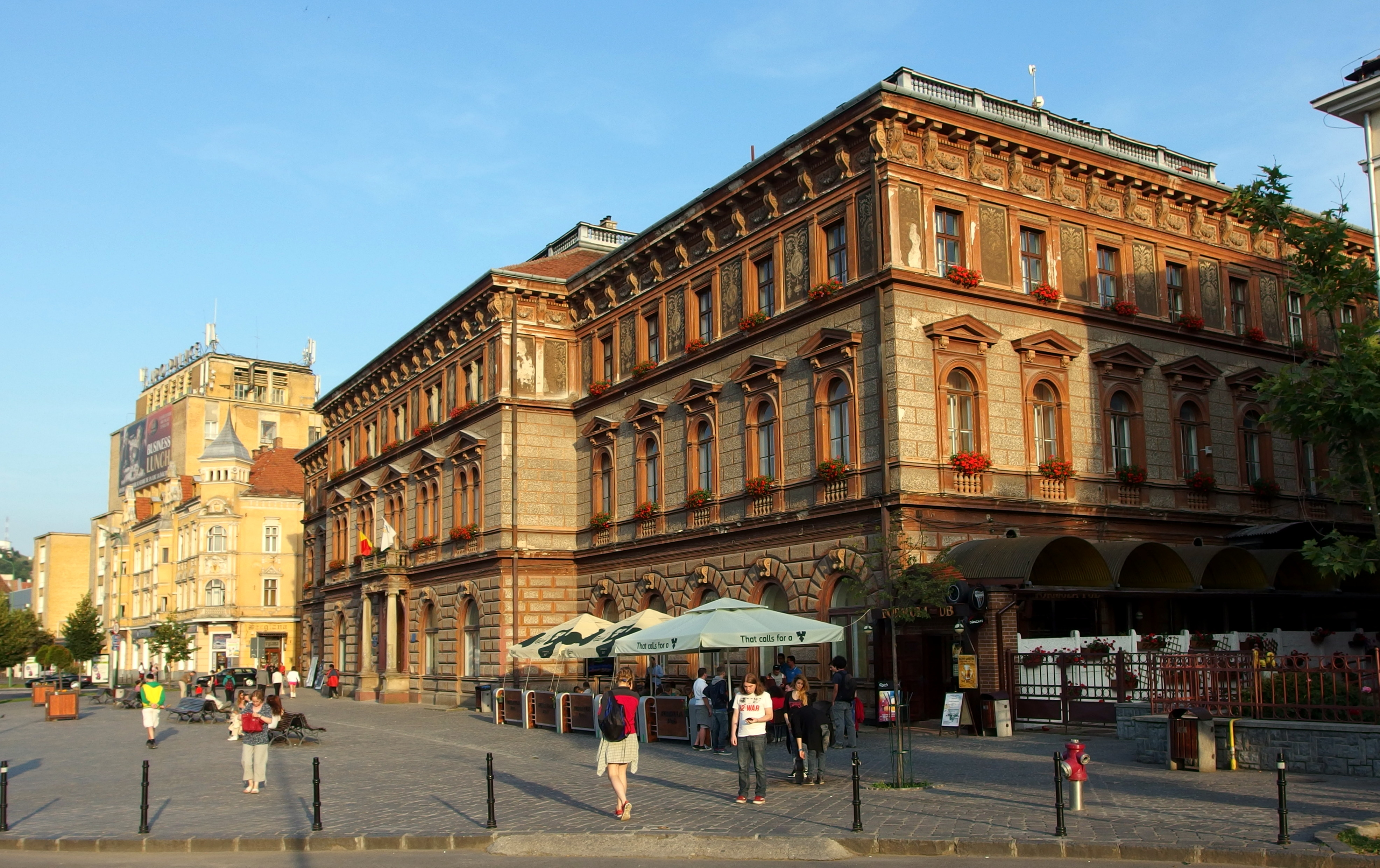
Rectoratul Universității pe Bd. Eroilor
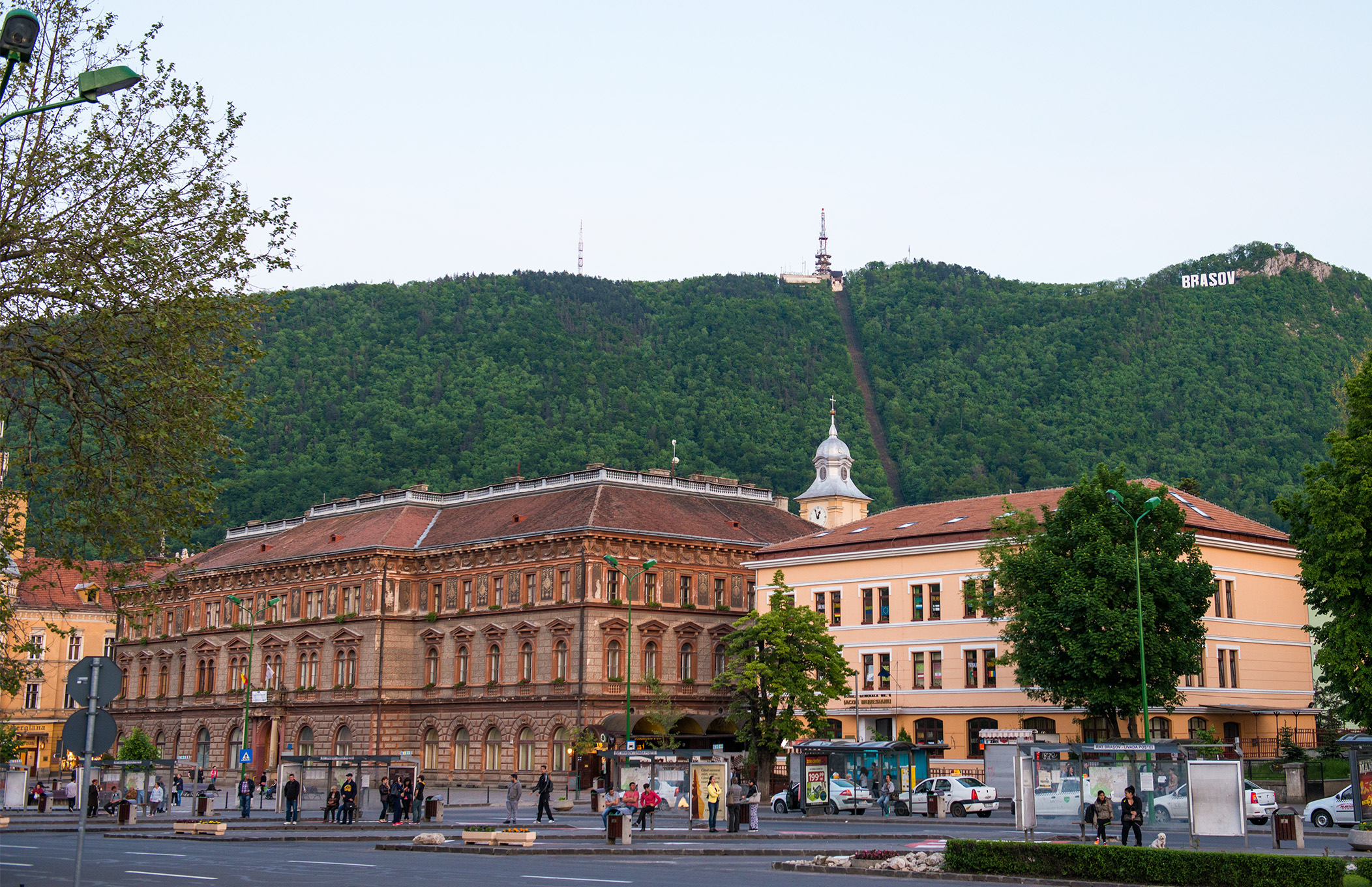
Rectoratul Universității - vedere spre Tâmpa